# زنبوران
 زنبوران(نام علمی: Vespidae) نام یک تیره از فروراسته زنبورهای نیش‌دار است.

## نگارخانه

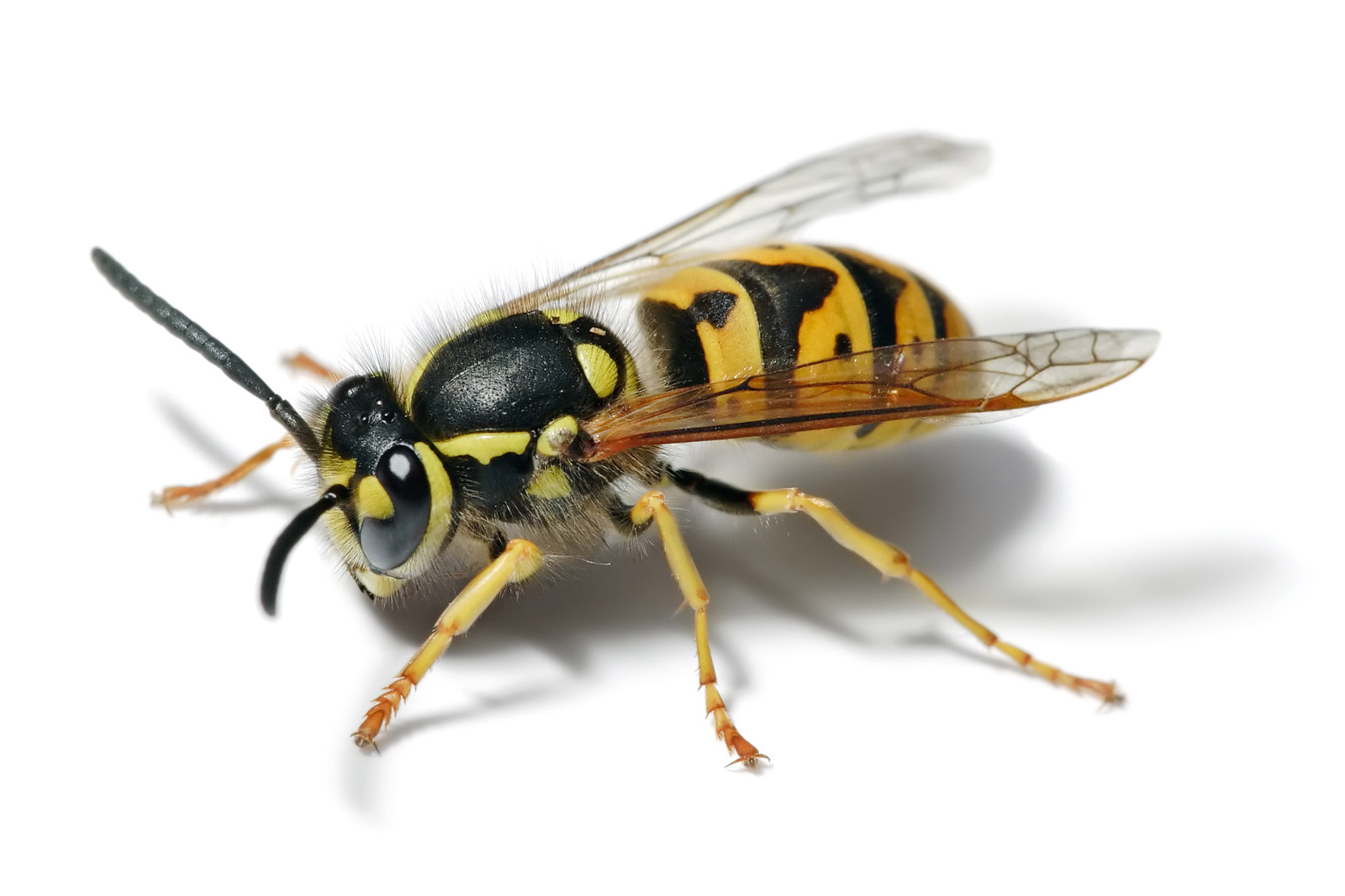
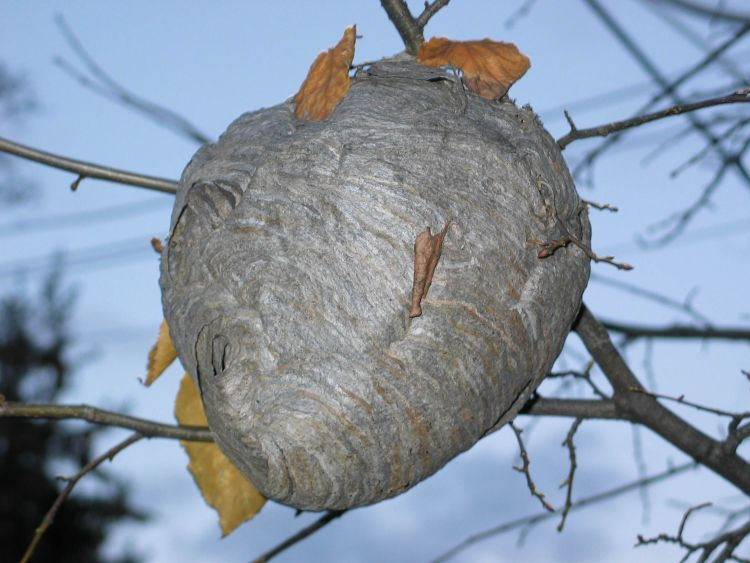
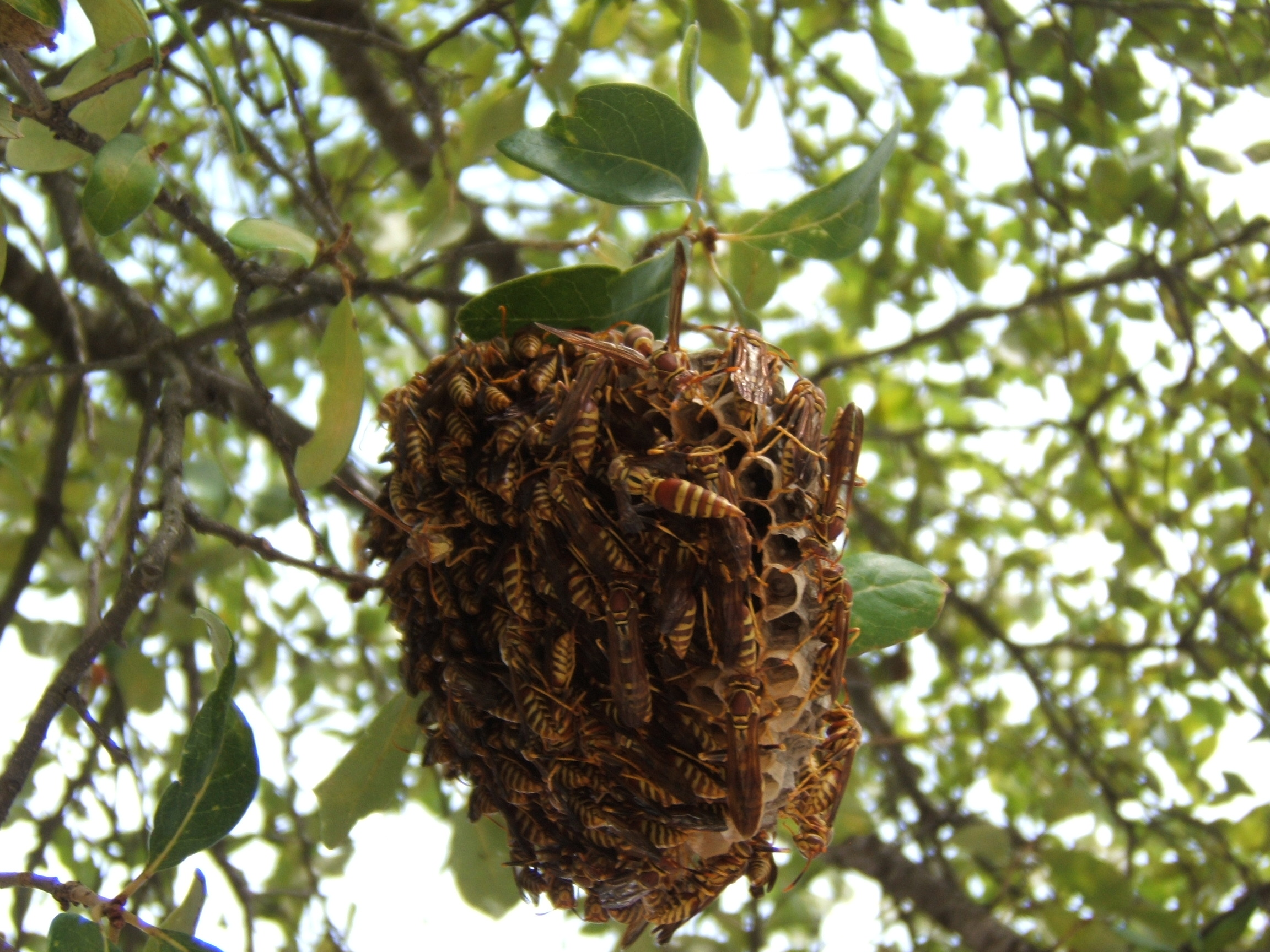
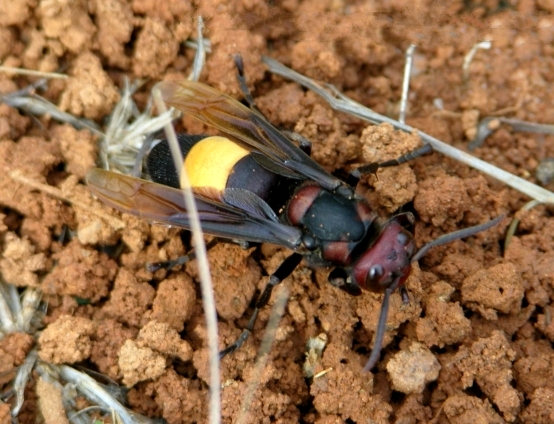
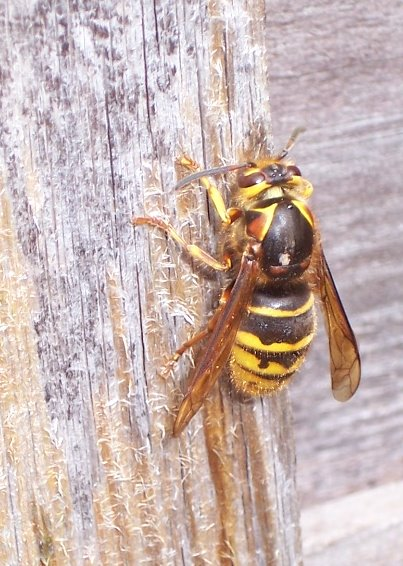